# Namoroka nationalpark
Namoroka nationalpark är en nationalpark i nordvästra delen av Madagaskar, i Soalala-distriktet i provinsen Mahajanga.

## Historia
Namoroka nationalpark inrättades 1966 som ett specialreservat.

## Klimat och geografi
Nationalparken ligger i nordvästra delen av Madagaskar, omkring 50 kilometer söder om staden Soalala. Namoroka har en torrsäsong som varar omkring sju månader och en regnsäsong som bara vara i fem månader. Det ger en nederbördsmängd på omkring 1 150 millimeter per år, medan genomsnittstemperaturer ligger runt 25 °C.
Park är känd för sina karstbildade väggar, grottor, kanjoner och naturliga simbassänger.

## Djur
Liksom stora delar av Madagaskar är Namoroka nationalpark känd för sitt rika djurliv. Av dess över 81 fågelarter är 31 endemiska för Madagaskar och 23 andra arter endemiska för Madagaskar och andra närliggande öar.
Namoroka nationalpark har också 30 reptilarter, fem sorters grodor och 16 däggdjur, inkluderat åtta lemurer. Följande lemurarter bor i Namoroka:
- Propithecus deckenii
- Rödbröstad maki (Eulemur rufus)
- Hapalemur griseus
- Phaner furcifer
- Microcebus murinus
- Lepilemur edwardsi
- Cheirogaleus medius
- Fingerdjur (Daubentonia madagascariensis)

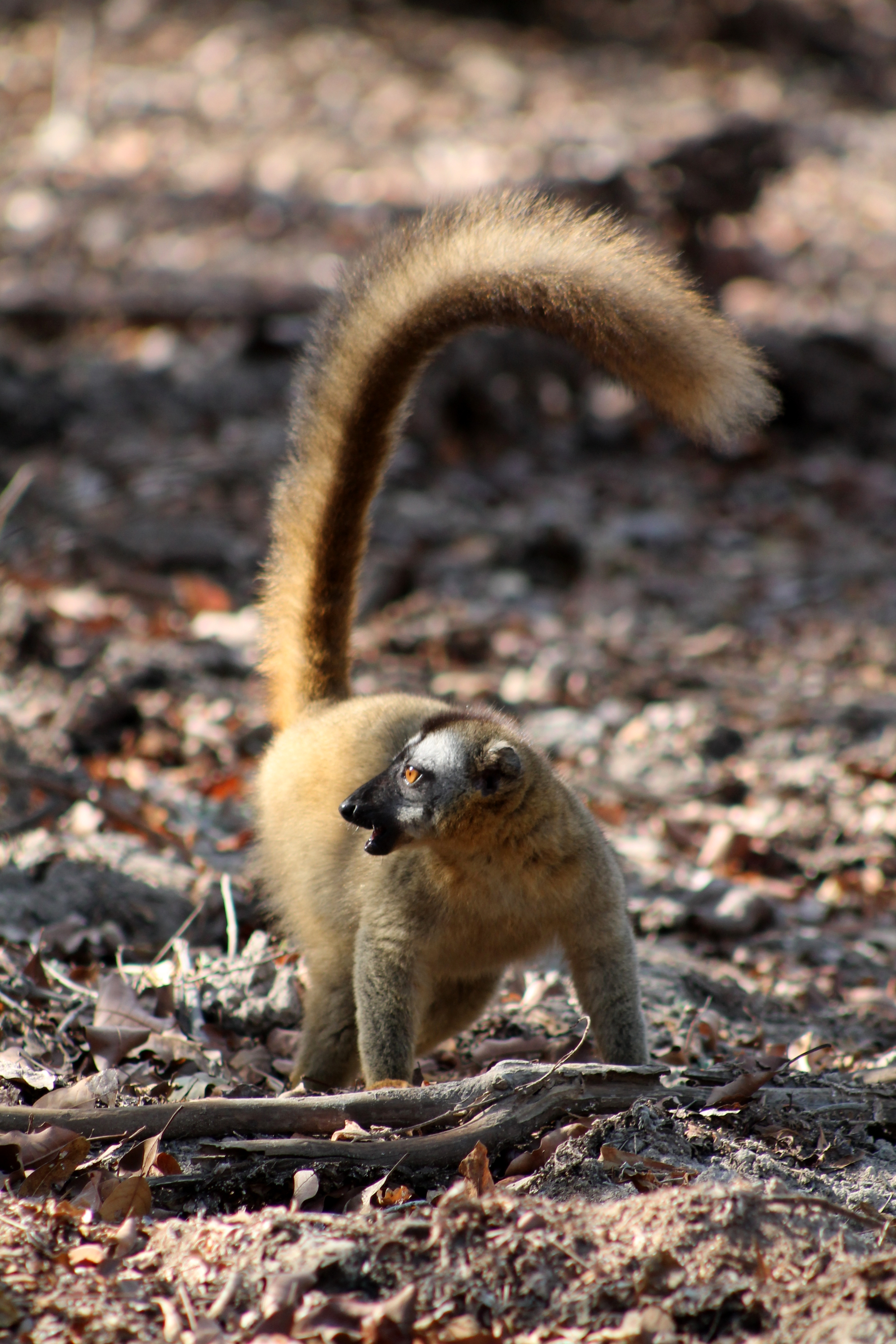
Rödbröstad maki
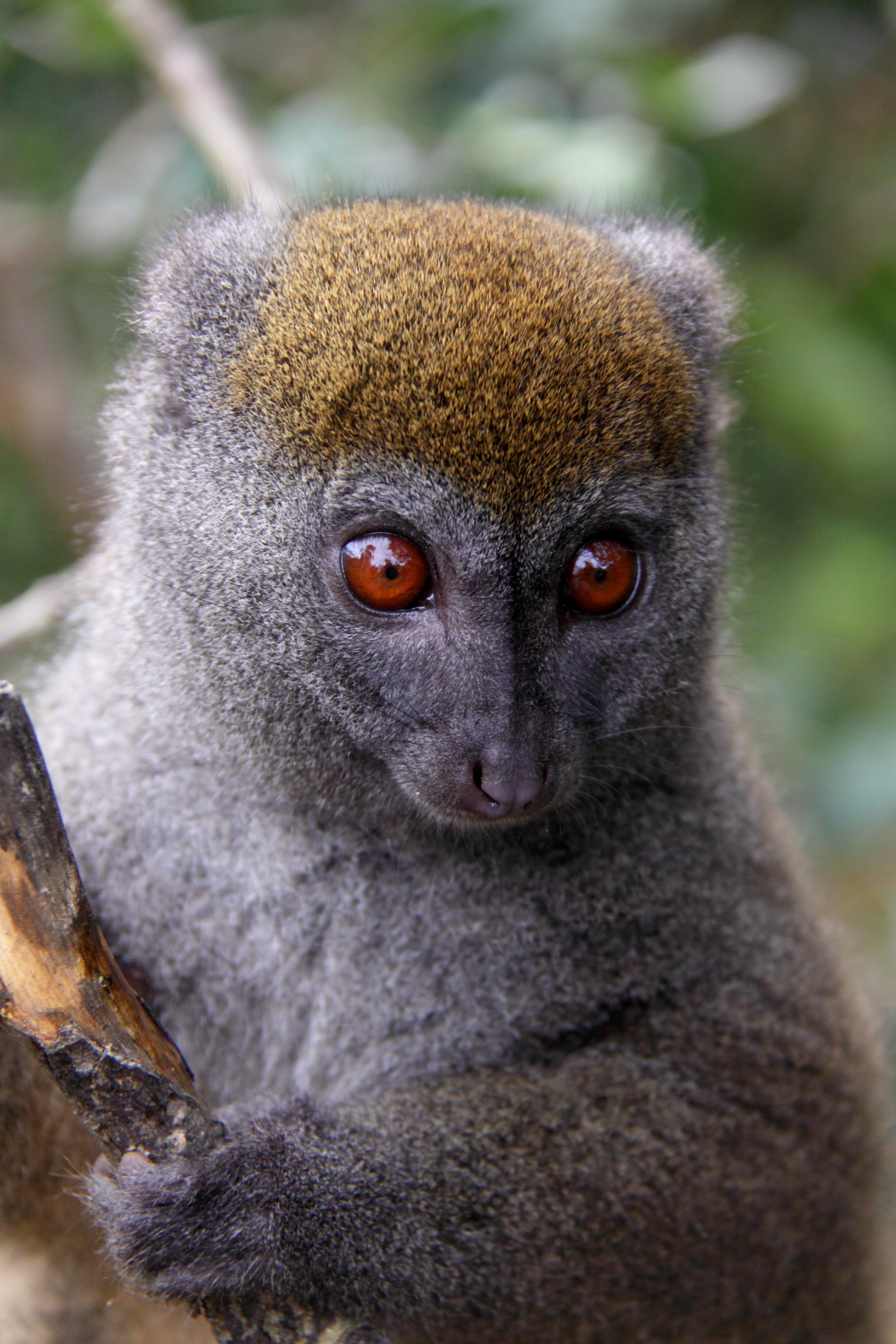
Hapalemur griseus
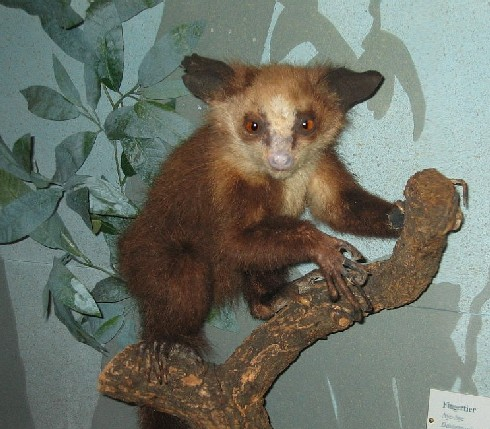
Fingerdjur